# Natural Grocers by Vitamin Cottage

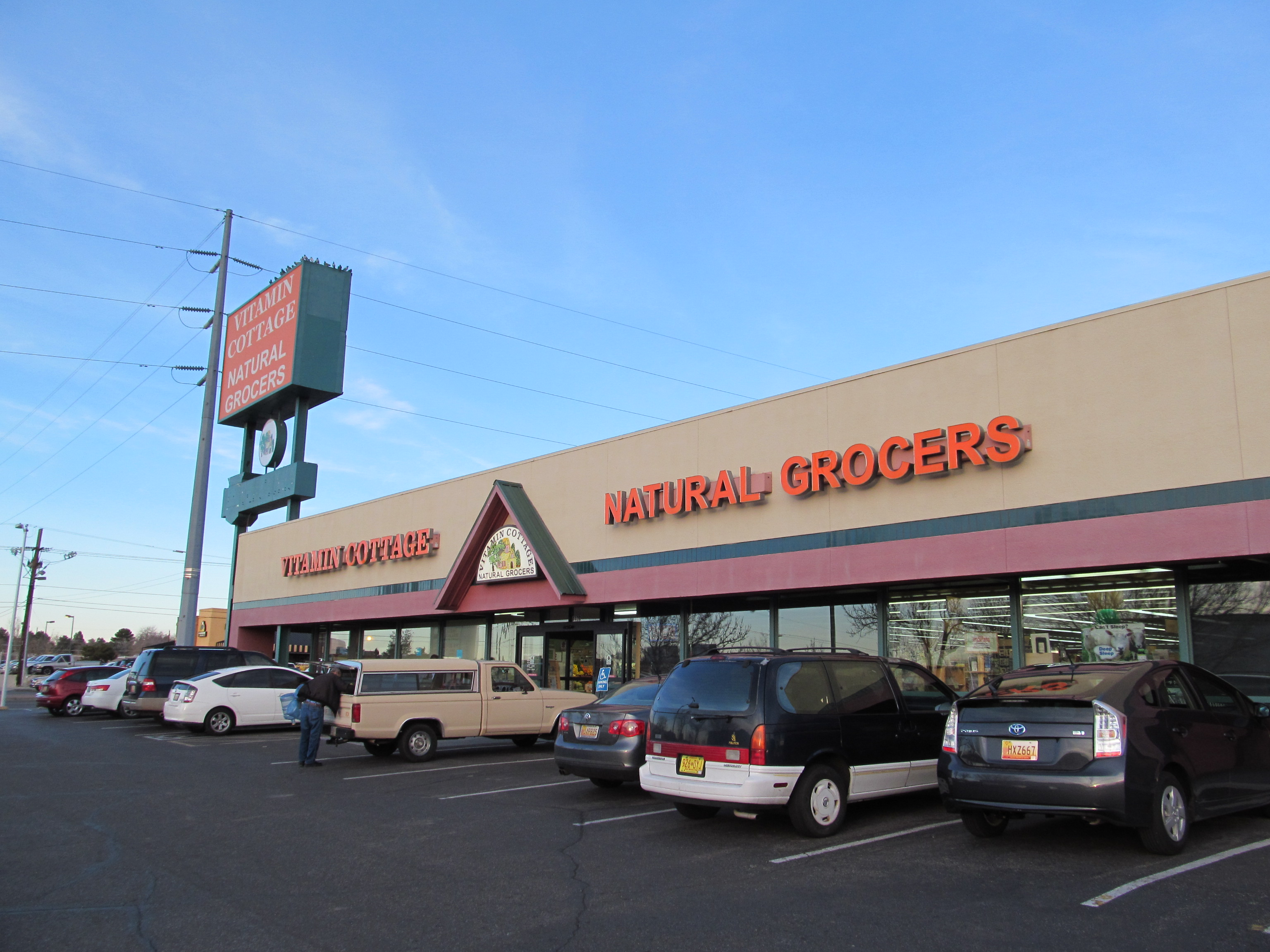
Vitamin Cottage Natural Grocers in Albuquerque

Natural Grocers by Vitamin Cottage, Inc., vormals Vitamin Cottage Natural Food Markets, Inc. (NYSE: NGVC), gemeinhin als „Vitamin Cottage“ oder „Natural Grocers“ bezeichnet, ist eine in Colorado ansässige Naturkostkette. Das Unternehmen betreibt rund 140 Lebensmittelgeschäfte in etwa 19 Bundesstaaten, hauptsächlich westlich des Mississippi, und hatte 2008 etwa 3000 Mitarbeiter.

## Geschichte
Das Unternehmen wurde 1955 von Margaret und Philip Isely als Tür-zu-Tür-Verkauf gegründet. Sie eröffneten 1963 den ersten Vitamin-Cottage-Laden in Lakewood (Colorado), dem Sitz des Unternehmens. Nach dem Tod von Margaret Isely im Jahr 1997 übernahmen die Kinder der Iselys im folgenden Jahr das Geschäft. Ab 2008 änderte Vitamin Cottage Natural Grocers schrittweise seinen Namen in Natural Grocers by Vitamin Cottage, um zu betonen, dass Lebensmittel und nicht Nahrungsergänzungsmittel den Großteil des Umsatzes ausmachen. Im Juli 2012 ging das Unternehmen an die New Yorker Börse und nahm 107 Millionen US-Dollar ein.